# Pteronotus personatus
Pteronotus personatus är en däggdjursart som först beskrevs av Wagner 1843.  Pteronotus personatus ingår i släktet Pteronotus och familjen bladhakor. IUCN kategoriserar arten globalt som livskraftig.
Inga underarter finns listade i Catalogue of Life. Wilson & Reeder (2005) skiljer mellan två underarter.
Hanar är med en genomsnittlig kroppslängd (huvud och bål) av 53,5 mm mindre än honor men de är tyngre (cirka 8 g). Honor blir ungefär 58 mm långa och väger cirka 7 g. Pälsen är mörkbrun eller ljusbrun beroende på årstid. Vingarna är inte sammanlänkade på ryggen.
Denna fladdermus förekommer i Central- och Sydamerika från Mexiko till norra Bolivia och centrala Brasilien. Arten saknas i Amazonområdets centrum. Pteronotus personatus lever även på Trinidad. Habitatet utgörs främst av fuktiga skogar och savanner. Ibland besöks halvtorra lövfällande skogar.
Individerna vistas i låglandet eller i kulliga regioner upp till 400 meter över havet. De vilar i större grottor, ofta tillsammans med andra fladdermöss. Pteronotus personatus jagar flygande insekter som skalbaggar. Kolonin vid viloplatsen kan vara blandat med andra fladdermöss och antalet individer är upp till cirka 10 000. Arten kan variera frekvensen av ljudet som används för ekolokaliseringen som kompenserar dopplereffekten.